# Hubert de Prusse
Hubert de Prusse (en allemand : Hubertus von Preußen) est né le 30 septembre 1909 à Potsdam (Empire allemand) et mort le 8 avril 1950 à Windhoek (Sud-Ouest africain). Fils du Kronprinz Guillaume et de la Kronprinzessin Cécile, c'est un prince et un militaire allemand membre de la maison de Hohenzollern.

## Famille
Hubert de Prusse est le troisième enfant du prince Guillaume de Prusse (1882-1951), héritier du trône royal de Prusse et du trône impérial allemand, et de son épouse, la duchesse Cécile de Mecklembourg-Schwerin (1886-1954).
Il est donc, par son père, le petit-fils de l'empereur allemand Guillaume II (1859-1941) et de la princesse Augusta-Victoria de Schleswig-Holstein-Sonderbourg-Augustenbourg (1858-1921) et, par sa mère, le petit-fils du grand-duc Frédéric-François III de Mecklembourg-Schwerin (1851-1897) et de la grande-duchesse Anastasia Mikhaïlovna de Russie (1860-1922).
Le prince Hubert est aussi un descendant de la reine Victoria du Royaume-Uni (1819-1901), surnommée la « grand-mère de l'Europe » pour ses nombreuses connexions avec les maisons régnantes européennes.
Le 29 décembre 1941, il épouse, à Œls, la baronne Maria Anna von Humboldt-Dachroeden (es) (1916-2003). Ils divorcent au début de l'année 1943, et Hubert se remarie, le 5 juin de la même année, avec la princesse Madeleine Reuss de Köstritz (es) (1920-2009). De cette seconde union naissent deux filles :
- Anastasia (née le 14 février 1944), mariée au prince Alois-Konstantin de Löwenstein-Wertheim-Rosenberg (en) (1941) ;
- Marie-Christine (18 juillet 1947 – 29 mai 1966), décédée des suites d'un accident de voiture.

## Biographie
Le prince Hubert voit le jour le 30 septembre 1909 au palais de Marbre de Potsdam. Lorsque la monarchie s'effondre en 1918, son père le Kronprinz Guillaume s'exile aux Pays-Bas tandis que le prince Hubert est envoyé avec ses jeunes frères et sœurs à Œls, dans la résidence privée de l'ancienne famille impériale.
Comme ses frères Guillaume et Frédéric, Hubert devient membre du Stahlhelm sous la république de Weimar.
Lorsque la Seconde Guerre mondiale éclate, le prince Hubert de Prusse participe à l'invasion de la Pologne avec la 3e division d'infanterie. Cependant, après la mort de son frère aîné Guillaume en 1940, Hitler adopte le premier « décret des princes » qui écarte du front les membres des anciennes maisons princières.
En 1941, Hubert épouse la baronne Maria Anna von Humboldt-Dachroeden (es) mais celle-ci se révèle infidèle et le couple divorce un peu plus d'un an plus tard, au début de 1943. La baronne donne naissance la même année à un fils issu de sa liaison avec le cousin germain d'Hubert, le prince Ernest-Auguste de Hanovre, tandis que le prince Hubert épouse en secondes noces la princesse Madeleine Reuss de Köstritz (es), qu'il a rencontrée lors d'un mariage en Silésie quelques mois auparavant. Madeleine avait servi dans les troupes de renseignement de la Luftwaffe en tant qu'auxiliaire, avant de se retirer à l'automne 1942.
Après avoir quitté le front, Hubert travaille comme capitaine à la base aérienne de Brieg. En 1943, Hitler impose un second décret qui exclut totalement les membres des anciennes familles princières de la Wehrmacht. Hubert et son épouse Madeleine reprennent alors le château et le domaine de Wildenbruch, près de Schwedt-sur-Oder.
Vers la fin de la guerre, les époux sont contraints de fuir le domaine en raison de l'avancée de l'Armée rouge. Ils s'installent d'abord au château de Cecilienhof près de Potsdam, où leur fille Anastasia (née en 1944) a déjà été envoyée quelques semaines auparavant. De là, la famille doit de nouveau fuir pour Bad Kissingen, avant de trouver finalement refuge à Büdingen, chez le prince Otto Friedrich zu Ysenburg und Büdingen (de), marié à une cousine de Madeleine. Hubert est arrêté par les Américains en mars 1945 et emprisonné dans un camp de prisonniers de guerre pendant trois semaines.
En 1947, Hubert et Madeleine accueillent une deuxième fille prénommée Marie-Christine. Début 1950, le prince s'installe dans le Sud-Ouest africain, où la maison de Hohenzollern possédait plusieurs fermes (Krongüter) durant la période coloniale allemande. Hubert entend reprendre l'exploitation et se lancer dans l'élevage de karakuls. Alors que sa femme et ses filles doivent le rejoindre en juillet, Hubert meurt le 8 avril 1950 à Windhoek, des suites d'une péritonite consécutive à une opération de l'appendicite.